# Luis Manuel Marcano
Luis Manuel del Valle Marcano Salazar (21 de abril de 1966, Caracas), es un abogado y escritor venezolano. Completó su educación primaria en los Colegios Santiago de León y Emil Friedman en Caracas, y posteriormente asistió a Lyman Ward Military Academy en Alabama, Estados Unidos. A lo largo de más de 30 años, ha trabajado en diversas instituciones públicas, incluyendo el Instituto Nacional de Canalizaciones, el Congreso Nacional y la Alcaldía de Baruta, donde ocupó el cargo de director de la Sindicatura Municipal.
Fue candidato a diputado en las elecciones nacionales de 1993. El 21 de julio de 2017, fue nombrado Magistrado de la Sala Constitucional del Tribunal Supremo de Justicia de Venezuela. Tras ser amenazado con detención por el régimen de Nicolás Maduro, se ocultó y luego se asiló en la embajada de Chile en Caracas, donde permaneció tres meses antes de escapar junto a otros magistrados para formar el Tribunal Supremo de Justicia en el exilio.

## Educación y carrera

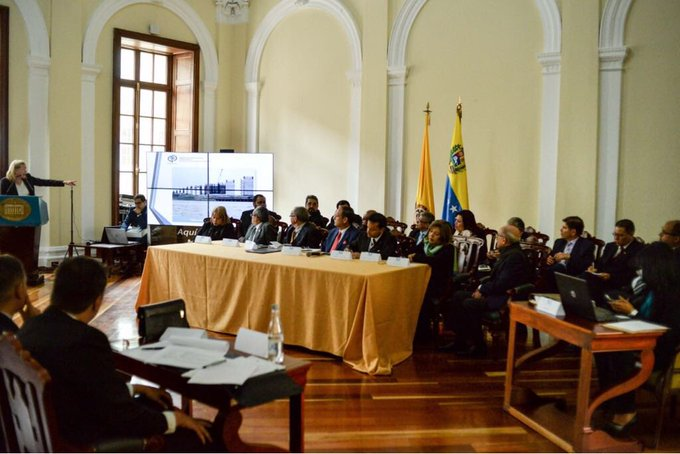
Juicio contra Nicolás Maduro

Es abogado egresado de la Universidad Santa María y posee títulos en Historia, Educación y Comunicación Social, así como especializaciones en Relaciones Internacionales y un doctorado en Historia. Ha sido profesor en diversas universidades venezolanas y ha colaborado en la formación de varios programas de posgrado. Desde su exilio en Chile, ha continuado su labor docente e investigadora.
Marcano ha escrito numerosas obras, incluyendo novelas y textos académicos en derecho, política e historia. Ha participado en la dirección de publicaciones académicas y ha sido invitado a conferencias en varias instituciones internacionales.
El 15 de agosto de 2018 el Tribunal Supremo de Justicia en el exilio sentenció a Nicolás Maduro a 18 años de prisión por el Caso Odebrecht por los delitos de corrupción propia y legitimación de capitales.
Por su condición de Magistrado en el exilio ha participado en diversos programas de televisión y entrevistas en Chile para mantener la denuncia contra la dictadura venezolana.

## Obras y manuales académicos publicados

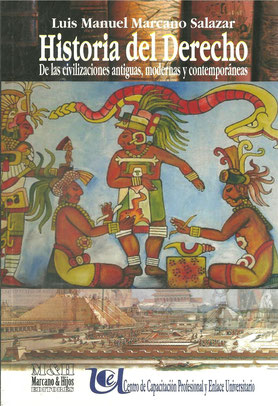
Historia del derecho. Luis Marcano. 2019.

Es autor de varias novelas, como “El Paso de las Ovejas” y “Linternas en la Oscuridad”, y poemarios. Su trabajo académico incluye textos sobre derecho y ciencias políticas, como "Introducción a los Principios Generales del Derecho" y "Historia del Derecho". También ha contribuido a revistas académicas y ha publicado en el ámbito de la investigación sobre temas de derecho internacional.

## Distinciones
- Condecoración de Defensa Civil en su primera Clase
- Condecoración del Colegio de Abogados de Caracas
- Condecoración del Colegio de Abogados del Estado Miranda
- Condecoración al Mérito Humanístico y Diplomático Mahatma Ghandi